# Troféu Manoel dos Reis e Silva de Futebol
O Troféu Manoel dos Reis e Silva foi uma competição amistosa de futebol disputada na cidade de Goiânia e do Rio de  Janeiro em 1970, 1973 e 1974.

## Títulos

### Por equipe
|  | Campeões da competição. |

| Clube     | Títulos               | Vices           |
| --------- | --------------------- | --------------- |
| Flamengo  | 3 (1970, 1973 e 1974) | 0               |
| Vila Nova | 0                     | 2 (1970 e 1974) |
| Goiás     | 0                     | 1 (1973)        |